# Noordse woelmuis
De noordse woelmuis (Alexandromys oeconomus) is een woelmuis uit Noord-Europa, Noord-Azië en het noorden van Noord-Amerika. Een geïsoleerde populatie van de ondersoort A. o. arenicola leeft in Nederland.

## Beschrijving
De noordse woelmuis lijkt veel op de verwante aardmuis. De noordse woelmuis wordt iets groter, de staart iets langer en de vacht is iets donkerder. De binnenzijde van de oren is ook minder behaard. De noordse woelmuis wordt 85 tot 161 mm lang en 20 tot 70 g zwaar, maar er zijn dieren van wel 103 g bekend. De staart is 24 tot 77 mm lang, meer dan veertig procent van de kop-romplengte.

## Gedrag
De noordse woelmuis is voornamelijk een nachtdier, maar 's winters is hij meestal overdag actief. Hij leeft van de scheuten, voornamelijk van waterplanten als bies. Het is een goede zwemmer en duiker.
De noordse woelmuis legt een uitgebreid gangenstelsel aan, waarin hij een nest maakt van mos, grassprieten en droge biezen. In te vochtige streken graaft hij geen gangenstelsel, maar bouwt hij een bovengronds nest.
De woelmuizen zijn territoriaal tegenover soortgenoten, en indringers worden uit het territorium weggejaagd. Door de solitaire levenswijze wordt de soort weggeconcurreerd door de sociaal levende veld- en aardmuis. In het voortplantingsseizoen overlapt het woongebied van een mannetje met dat van meerdere vrouwtjes. Het voortplantingsseizoen duurt in Noord-Scandinavië van mei tot september, maar het komt ook voor dat dieren zich nog in de winter voortplanten. In Duitsland en Oostenrijk duurt het voortplantingsseizoen van april tot oktober.
Na een draagtijd van 20 tot 23 dagen worden twee tot elf jongen geboren. Een vrouwtje kan twee tot vijf worpen per jaar krijgen. De jongen zijn na zes weken geslachtsrijp.

## Verspreiding in leefgebied
De noordse woelmuis komt voor in graslanden en moerassige streken in Noord- en Centraal-Europa, van West-Duitsland, Oostenrijk en Noord-Scandinavië tot Noord-Oekraïne en Rusland, in Noord- en Centraal-Azië (van Siberië tot China en Kazachstan) en in Alaska en Noordwest-Canada. Geïsoleerde populaties zijn te vinden in Zuid-Scandinavië, West-Nederland en de Pannonische vlakte.
Een geïsoleerde restpopulatie leeft in Nederland (onder andere in de Biesbosch, Hoeksche Waard en andere Zuid-Hollandse eilanden, ten noorden van het Noordzeekanaal, op Texel en in Friesland), een relict uit de IJstijd. Hier heeft hij zich tot een aparte ondersoort ontwikkeld, Alexandromys oeconomus arenicola. Deze ondersoort is het enige endemische zoogdier van Nederland. Op drogere gronden wordt de soort weggeconcurreerd door de aardmuis. In gebieden waar de aardmuis ontbreekt, komt de soort ook in drogere streken voor. De aardmuis komt daarentegen weer minder voor in drassige streken. Doordat deze ondersoort achteruitgaat, staat het dier als kwetsbaar op de Nederlandse Rode Lijst en als niet bedreigd op de Rode Lijst van de IUCN.